# Jindalee Operational Radar Network
Das Jindalee Operational Radar Network (JORN) ist das australische Überhorizontradar-Netzwerk. Das System kann See- und Luftbewegungen mit einem Umfeld von 20 Millionen km² orten.
Offiziell beträgt die Reichweite des Systems 3000 km, kann sich jedoch bei günstigen atmosphärischen Bedingungen bis zum koreanischen Festland ausdehnen. Es dient dem Verteidigungssystem Australiens und kann Seebewegungen, Wellenhöhen und Windrichtungen dokumentieren. Der Aufbau des Netzwerkes hat bis heute ca. 1,8 Milliarden Australische Dollar gekostet.

## Geschichte
Anfang der 1970er Jahre nahm die Defence Science and Technology Organisation (DSTO) Forschungen zu einem Überhorizontradar-System (OTHR) auf. Erst 1987 erhielt das Projekt durch ein Defence White Paper der Regierung höhere Priorität, da ein OTHR als kostengünstigste Lösung zur Überwachung weiter Teile des Gebietes um Australien angesehen wurde. Im Dezember 1990 beschloss die Regierung den Aufbau des JORN-Systems. 2009 wurde JORN mit der 5. Konstruktionsphase abgeschlossen.

## Stationen
Jede JORN-Radarstation verfügt über eine getrennte Sende- und Empfangsstelle. Die Stationen sind:
- der Queensland-Transmitter in Longreach
- der Queensland-Receiver in Stonehenge, (Queensland)
- der westaustralische Transmitter in Leonora, mit einer Abdeckung von 180° und
- der westaustralische Receiver in Laverton, mit 180° Abdeckung

Die Forschungs- und Versuchsstation:
- der Alice-Springs-Transmitter in Harts Range, mit 90° Abdeckung  und
- der Alice-Springs-Receiver in Mount Everard, mit 90° Abdeckung

Das Alice-Springs-Radar war ursprünglich das 'Jindalee Stage B' Testgelände, nach dessen Vorbild auch die Stationen in Queensland und Westaustralien gebaut wurden. Die Station wird weiter als Versuchs- und Forschungsstation verwendet.